# Njasvizj
Njasvizj (Wit-Russisch: Нясві́ж, IPA: [nʲa'sʲvʲiʐ]; Russisch: Не́свиж, Nesvizj, Pools: Nieśwież; Litouws: Nesvyžius; Latijn: Nesvisium) is een stad in Wit-Rusland,
oblast Minsk. Het is de belangrijkste stad van de gelijknamige rayon.

## Parijs van het Noorden
Het oude Njasvizj werd ook wel "het Parijs van het Noorden" genoemd. De geschiedenis van Njasvizj is onlosmakelijk verbonden met het adellijke geslacht van de Radziwills. De stad kwam in 1533 in handen van deze familie en bleef dat de eerstkomende vier eeuwen. De bekendste erfenis die de Radziwills de stad nalieten is het kasteel van Njasvizj. Dit vanaf 1584 gebouwde slot ligt in het noorden van de stad en wordt omringd door een park. De Radziwills werden in hun tijd ook wel de "ongekroonde koningen van Litouwen en Belarus" genoemd. Hun invloed in het grootvorstendom Litouwen was groot. In 1586 bedong Mikolaj Krystof Radziwill Sirotka het Maagdenburgse stadsrecht voor zijn stad.

## Getuigen van de geschiedenis
Het verkrijgen van stadsrechten in 1586 was een enorme impuls voor de sociale en economische ontwikkeling van Njasvizj. In het centrum van de stad werd een begin gemaakt met de bouw van een stadhuis. In dit stadhuis met zijn 6-hoekige toren werden vergaderingen gehouden, de gewichten van de stad bewaard en huisde de rechtbank. In de 17e eeuw ontstonden rondom het stadhuis de zogenaamde torgovye rjady, kleine overdekte winkeltjes. Het stadhuis met zijn rjady vormt tot de dag van vandaag het middelpunt van het centrale plein.
Het plein werd aan drie kanten omzoomd door barokke bouwwerken. Slechts een van deze gebouwen is bewaard gebleven: het dom na rynke, het huis aan de markt. Het huis werd in 1721 gebouwd in opdracht van een rijke ambachtsman. Het bestaat uit twee etages: de onderste opgetrokken uit baksteen, de bovenste uit hout.
Njasvizj werd vroeger aan alle kanten omgeven door wallen en grachten. Men kon de stad alleen verlaten of betreden via een van de vier stadspoorten. Van deze poorten is alleen de Sluckaja brama (Sluck-poort) bewaard gebleven. Deze poort uit het einde van de 16e eeuw kreeg haar huidige, barokke vorm in 1760. Niet ver van deze Sluckaja brama ziet men de toren van het voormalige benedictijner vrouwenklooster. Het klooster heeft in de loop der jaren vele verbouwingen doorstaan en alleen de toren is nog in de originele, laat-16e-eeuwse staat.

## Corpus Christikerk
Vlak bij het kasteel staat de rooms-katholieke Corpus Christi kerk. Deze kerk werd in 1587-1593 gebouwd en heeft een prachtig, rijk interieur met onder andere fresco’s uit midden 18e eeuw. In de kerk bevindt zich ook de toegang tot de grafkelder van de Radziwills. Meer dan 70 leden van deze dynastie hebben hier hun laatste rustplaats gevonden. In 2000 werd de urn van een in 1999 overleden, geëmigreerd lid van de familie bijgezet in de grafkelder.

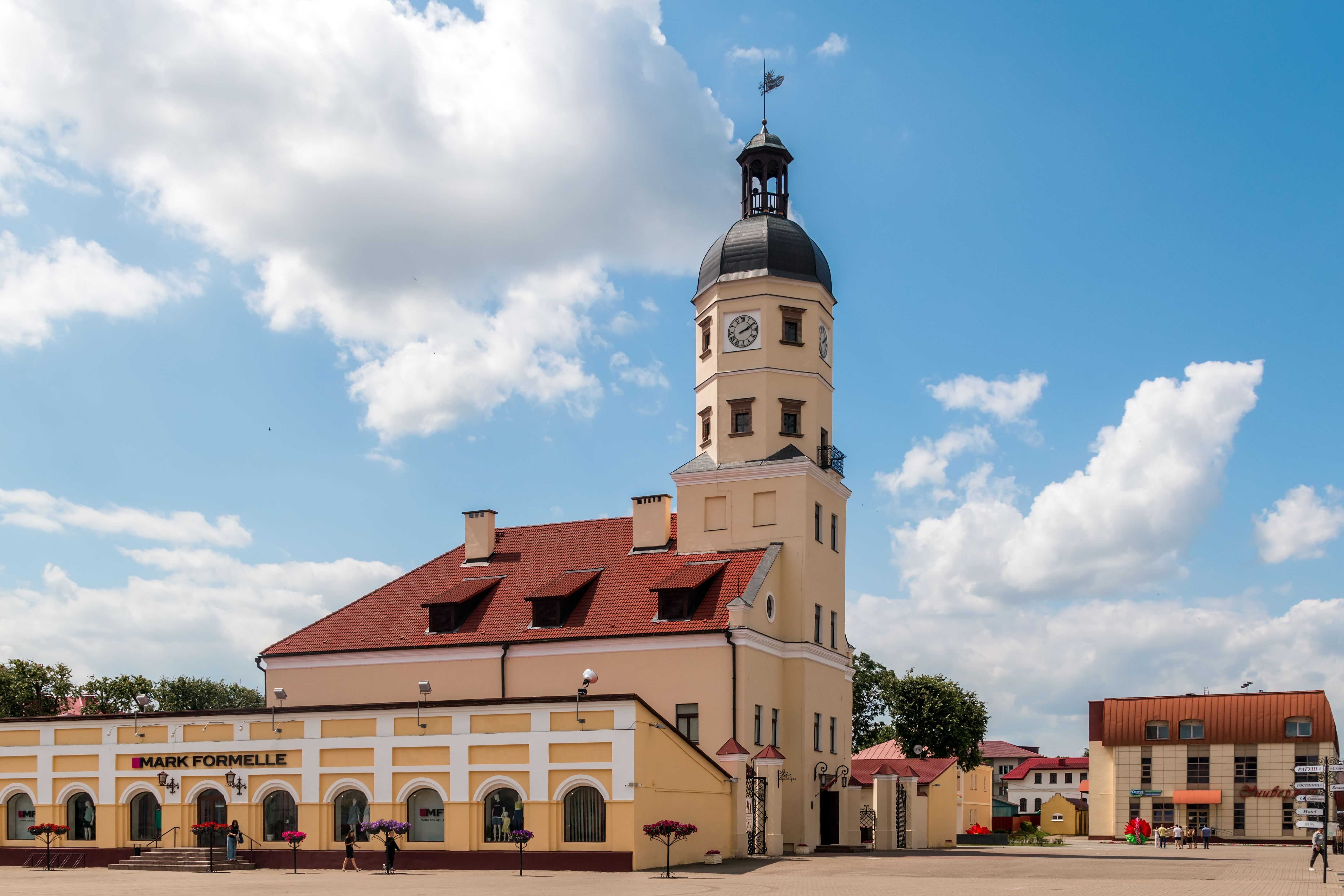
Stadhuis
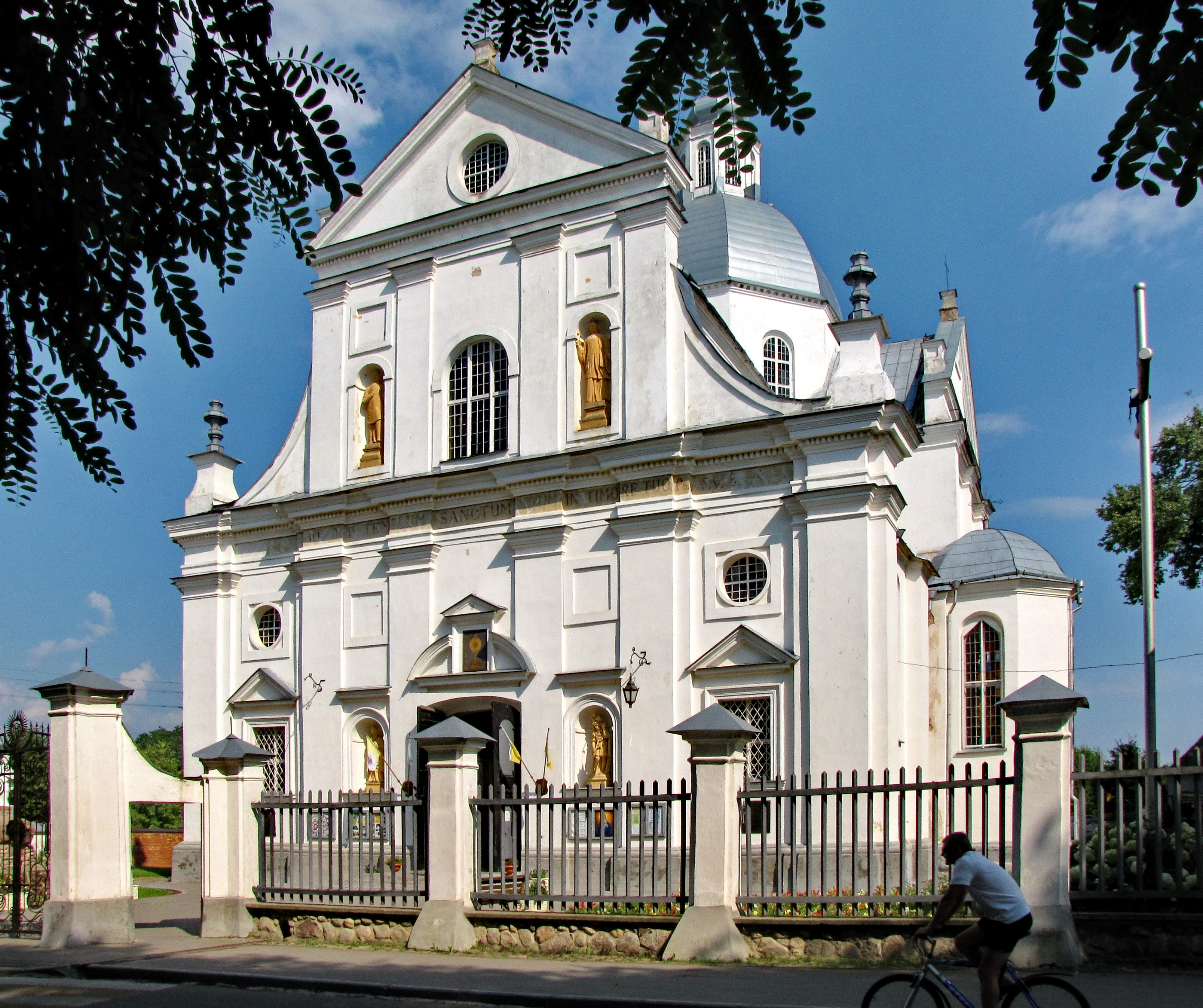
Corpus Christikerk